# San Nicomedes en Vía Nomentana (título cardenalicio)
San Nicomedes en Vía Nomentana fue un título cardenalicio del que hay registro en el siglo V, puesto que en concilio celebrado en Roma el 1 de marzo de 499, convocado por el papa Símaco, asistieron los presbíteros Sebastiano y Genesio del título de Nicomedis. En el siglo XIX se descubrió una lápida que mencionaba al presbítero Vittore en el mismo título. Fue suprimido por el papa Gregorio I alrededor de 600 y transferido al de Santa Cruz de Jerusalén.

## Titulares
- Sebastiano e Genesio (mencionados en 499)
- Vittore (siglo V)